# Балансомер

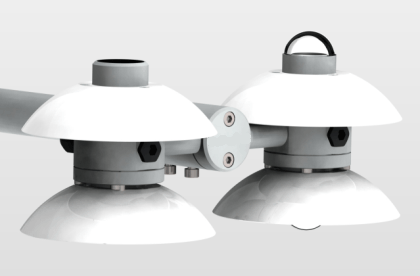
Балансомер, общий вид

Балансомер (net radiometer) — тип актинометра, используется для измерения разности между приходом и расходом лучистой энергии (то есть баланса радиации).

## Разновидности
Наиболее распространённым типом прибора является термоэлектрический балансомер Янишевского. Также существуют абсолютный пиргеометр Михельсона, балансомер Лютерштейна-Скворцова и балансомер Альбрехта.